# Zsolt Lőw
Zsolt Lőw (Boedapest, 29 april 1979) is een Hongaars voormalig voetballer. Na zijn actieve voetballoopbaan werd Lőw trainer. Hij is werkzaam als assistent van hoofdtrainer Thomas Tuchel, eerst bij Paris Saint-Germain daarna bij Chelsea FC en sinds maart 2023 bij Bayern München. Lőw speelde als verdediger bij Újpest FC, Energie Cottbus, Hansa Rostock en TSG 1899 Hoffenheim.
1 Neuer  ·
2 Upamecano ·
3 Kim ·
6 Kimmich ·
7 Gnabry ·
8 Goretzka ·
9 Kane ·
10 Sané ·
11 Coman ·
15 Dier ·
16 Palhinha ·
17 Olise ·
18 Peretz ·
19 Davies ·
21 Ito ·
22 Guerreiro ·
23 Boey ·
24 Vidović ·
25 Müller ·
26 Ulreich ·
27 Laimer ·
28 Buchmann ·
40 Urbig ·
42 Musiala ·
44 Stanišić ·
45 Pavlović ·
Coach: Kompany
· Assistent-coach: Danks